# Halowe Mistrzostwa Europy w Lekkoatletyce 1975 – skok w dal kobiet
Skok w dal kobiet – jedna z konkurencji technicznych rozgrywanych podczas halowych lekkoatletycznych mistrzostw Europy w hali Rondo w Katowicach. Rozegrano od razu finał 8 marca 1975. Zwyciężyła reprezentantka Rumunii Dorina Cătineanu. Tytułu zdobytego na poprzednich mistrzostwach nie obroniła Meta Antenen ze Szwajcarii, która tym razem zdobyła brązowy medal.

## Rezultaty
Rozegrano od razu finał, w którym wzięło udział 11 zawodniczek.

Opracowano na podstawie materiału źródłowego.
| Poz. | Zawodniczka        | Reprezentacja  | Próby | Próby | Próby | Próby | Próby | Próby | Wynik |
| Poz. | Zawodniczka        | Reprezentacja  | 1     | 2     | 3     | 4     | 5     | 6     | Wynik |
| ---- | ------------------ | -------------- | ----- | ----- | ----- | ----- | ----- | ----- | ----- |
| 01 ! | Dorina Cătineanu   | Rumunia        | 6,24  | 6,26  | 6,28  | x     | 6,31  | 6,19  | 6,31  |
| 02 ! | Lidija Ałfiejewa   | ZSRR           | 6,11  | 6,26  | 6,27  | 6,13  | 6,29  | 6,27  | 6,29  |
| 03 ! | Meta Antenen       | Szwajcaria     | x     | 6,03  | 6,16  | x     | 6,28  | 6,08  | 6,28  |
| 4.   | Jarmila Nygrýnová  | Czechosłowacja | 6,14  | 6,26  | 6,05  | 6,21  | 6,15  |       | 6,26  |
| 5.   | Ute Hedicke        | RFN            | 6,12  | 6,14  | 6,20  | 6,23  | 6,20  | 6,25  | 6,25  |
| 6.   | Tatjana Timochowa  | ZSRR           | 6,08  | 6,19  | 6,05  | 6,18  | 6,17  | 6,22  | 6,22  |
| 7.   | Doina Spînu        | Rumunia        |       |       |       |       |       |       | 6,18  |
| 8.   | Marula Lambru      | Grecja         |       |       |       |       |       |       | 6,03  |
| 9.   | Margot Eppinger    | RFN            |       |       |       |       |       |       | 5,93  |
| 10.  | Tuula Rautanen     | Finlandia      |       |       |       |       |       |       | 5,91  |
| 11.  | Maria Długosielska | Polska         |       |       |       |       |       |       | 5,82  |